# Dušanovac
Dušanovac es un pueblo ubicado en la municipalidad de Negotin, en el distrito de Bor, Serbia.

## Superficie
Posee una superficie de 32,47 kilómetros cuadrados.

## Demografía
Hasta 2011 la población era de 782 habitantes, con una densidad de población de 24,09 habitantes por kilómetro cuadrado.